# Triactis producta
Genre
Espèce
Synonymes
- Actinia prehensa Moebius[2]
- Buneodopsis prehensa (Andr.)[2]
- Bunodeopsis prehensa (Möbius, 1880)[2]
- Hoplophoria cincta (Haddon & Shackleton)[2]
- Phyllodiscus cincta (Haddon & Shackleton, 1893)[2]
- Phyllodiscus cinctus (Haddon & Shackleton, 1893)[2]
- Phyllodiscus indicus Stephenson, 1921[2]
- Sagartia prehensa Moebius[2]
- Sagartia pugnax Verrill, 1928[2]
- Triactis cincta (Haddon & Schackleton, 1893)[2]
- Viatrix cincta Haddon & Shackleton, 1893[2]

Triactis producta est une espèce d'anémones de mer de la famille des Aliciidae, la seule du genre Triactis.

## Habitat et répartition
Cette anémone discrète se rencontre dans les écosystèmes coralliens de l'Indo-Pacifique tropical.